# Rose Rwakasisi
Rose Rwakasisi (sinh năm 1945) là một tác giả, biên tập viên, nhà văn truyện ngắn, phát triển chương trình giảng dạy và giáo dục người Uganda. Cô là phó giáo viên của trường trung học Old Kampala, trường trung học Nakasero và trường trung học Kyamate ở Ntungamo. Cô là giám đốc của trường trung học St. Luke và là giáo viên sinh học.

## Giáo dục và giáo dục sớm
Rwakasisi được sinh ra ở quận Buhweju, Uganda. Cô có bằng về thực vật học và động vật học và bằng tốt nghiệp sau đại học về giáo dục. Cô đã được trao tặng giấy chứng nhận của Ủy ban Sách Quốc gia của Uganda vì những đóng góp của cô cho văn học thiếu nhi.

## Tác phẩm đã xuất bản

### Sách
- The Great Escape. Uganda Children's Writers and Illustrators Association.
- How Rats Escaped the Trap. Fountain Publishers. 2005. ISBN 9970 02 474 4.  How Rats Escaped the Trap. Fountain Publishers. 2005. ISBN 9970 02 474 4.  How Rats Escaped the Trap. Fountain Publishers. 2005. ISBN 9970 02 474 4.
- How Goats Lost their Beautiful Tails (Our heritage). Fountain Publishers. 2004. ISBN 978-9970024360.  How Goats Lost their Beautiful Tails (Our heritage). Fountain Publishers. 2004. ISBN 978-9970024360.  How Goats Lost their Beautiful Tails (Our heritage). Fountain Publishers. 2004. ISBN 978-9970024360.
- Gift for the Singer. Fountain Publishers. 2003. ISBN 9789970022533.  Gift for the Singer. Fountain Publishers. 2003. ISBN 9789970022533.  Gift for the Singer. Fountain Publishers. 2003. ISBN 9789970022533.
- Why Mother Left Home. Fountain Publishers. 2003. ISBN 9789970023967.  Why Mother Left Home. Fountain Publishers. 2003. ISBN 9789970023967.  Why Mother Left Home. Fountain Publishers. 2003. ISBN 9789970023967.
- The Boy who Became King. Uganda Children's Writers and Illustrators Association. 2003. The Boy who Became King. Uganda Children's Writers and Illustrators Association. 2003.  với Violet Barungi
- The Promise. Uganda Children's Writers and Illustrators Association. 2002. The Promise. Uganda Children's Writers and Illustrators Association. 2002.  với Violet Barungi
- Sunshine after Rain. Fountain Publishers. 2002. ISBN 978-9970023837.  Sunshine after Rain. Fountain Publishers. 2002. ISBN 978-9970023837.  Sunshine after Rain. Fountain Publishers. 2002. ISBN 978-9970023837.
- The Old Woman and the Shell. Fountain Publishers. 1994. ISBN 978-9970020508.  The Old Woman and the Shell. Fountain Publishers. 1994. ISBN 978-9970020508.  The Old Woman and the Shell. Fountain Publishers. 1994. ISBN 978-9970020508.
- How Friends Became Enemies. Fountain Publishers. 1993. ISBN 978-9970020232.  How Friends Became Enemies. Fountain Publishers. 1993. ISBN 978-9970020232.  How Friends Became Enemies. Fountain Publishers. 1993. ISBN 978-9970020232.

### Truyện ngắn
- "Trong lòng bàn tay của Chúa", trong Hilda Twongyeirwe, biên tập (2012). I Dare Say: African Women Share Their Stories of Hope and Survival. Lawrence Hill Books/Chicago. ISBN 978-1-56976-842-6.  Hilda Twongyeirwe, biên tập (2012). I Dare Say: African Women Share Their Stories of Hope and Survival. Lawrence Hill Books/Chicago. ISBN 978-1-56976-842-6.  Hilda Twongyeirwe, biên tập (2012). I Dare Say: African Women Share Their Stories of Hope and Survival. Lawrence Hill Books/Chicago. ISBN 978-1-56976-842-6.
- "Serina", trong Hilda Twongyeirwe and Aaron Mushengyezi, biên tập (2011). Never Too Late. Femrite Publications. ISBN 9789970700233.  Hilda Twongyeirwe and Aaron Mushengyezi, biên tập (2011). Never Too Late. Femrite Publications. ISBN 9789970700233.  Hilda Twongyeirwe and Aaron Mushengyezi, biên tập (2011). Never Too Late. Femrite Publications. ISBN 9789970700233.
- "Những anh hùng của ngày hôm qua", trong Violet Barungi, biên tập (2009). Talking Tales. Femrite Publications. ISBN 9789970700219.  Violet Barungi, biên tập (2009). Talking Tales. Femrite Publications. ISBN 9789970700219.  Violet Barungi, biên tập (2009). Talking Tales. Femrite Publications. ISBN 9789970700219.
- "Con báo", trong Violet Barungi, biên tập (2001). Words from a granary. Femrite Publications. ISBN 9789970700011.  Violet Barungi, biên tập (2001). Words from a granary. Femrite Publications. ISBN 9789970700011.  Violet Barungi, biên tập (2001). Words from a granary. Femrite Publications. ISBN 9789970700011.
- "MwAna Mugimu nuôi con của em gái", trong Your Companion in the Absence of a Doctor. Femrite Publications.

### Sách giáo dục
- UCE Revision Biology: Questions & Answers. Fountain Publishers. 2003. ISBN 9970 02 406 X.  UCE Revision Biology: Questions & Answers. Fountain Publishers. 2003. ISBN 9970 02 406 X.  UCE Revision Biology: Questions & Answers. Fountain Publishers. 2003. ISBN 9970 02 406 X.